# أنطوني دونز
أنطوني دونز (بالإنجليزية: Anthony Downs)‏ هو فيلسوف واقتصادي أمريكي، ولد في 21 نوفمبر 1930 في إيفانستون في الولايات المتحدة.

## وصلات خارجية
- أنطوني دونز على موقع الموسوعة البريطانية (الإنجليزية)